# روبرت تاتل موريس
روبرت تاتل موريس (بالإنجليزية: Robert Tuttle Morris)‏ هو جراح أمريكي، ولد في 14 مايو 1857 في Seymour, Connecticut ‏ في الولايات المتحدة، وتوفي في 10 يناير 1945 في ستامفورد في الولايات المتحدة.